# دوجيسة أندامانية
دوجيسة أندامانية (الاسم العلمي:Dugesia andamanensis) هي نوع من الحيوانات تتبع جنس الدوجيسة من فصيلة الدوجيسات.